# Elisabeth Hevelius
Elisabeth Hevelius, geboren Catherina Elisabetha Koopman (Dantzig, 17 januari 1647 – aldaar, 22 december 1693) was een Duits-Pools astronome. Ze was de tweede echtgenote van de astronoom en bierbrouwer Johannes Hevelius.

## Levensloop
Elisabeth Hevelius was de dochter van Nicolaas Koopman en Johanna Mennincx, beiden afkomstig uit Hamburg, die in 1633 in Amsterdam in het huwelijk getreden waren. Haar ouders gingen na hun huwelijk terug naar Hamburg en verhuisden daarvandaan in 1636 naar Dantzig, dat destijds bij het Pools-Litouwse Gemenebest behoorde, maar waar, sinds de verovering in 1308 door de Duitse Orde overwegend Duitsers woonden. In 1647 werd daar hun dochter Elisabeth geboren.
Op 16-jarige leeftijd trouwt Elisabeth in februari 1663 met de veel oudere Johannes Hevelius, die bijna een jaar tevoren weduwnaar geworden was. Ze deelt een passie met hem: de observatie van de hemel. Johannes was een welgestelde jopenbierbrouwer en bezat drie naast elkaar gelegen panden met een observatorium op het dak. Volgens Éric Sartori, auteur van Histoire des femmes scientifiques de l’Antiquité au XXè siècle (2006), bestudeerde het paar elke nacht de hemel vanaf het dak, uitgerust met kompassen en sextanten. Elisabeth en Johannes kregen vier kinderen, drie dochters en een zoon. Hun zoon stierf op eenjarige leeftijd, nakomelingen van hun dochters wonen nog in Polen.
Elisabeth Hevelius correspondeerde in het Latijn met andere wetenschappers en was onderlegd in de wiskunde, maar het is niet bekend (en nog niet onderzocht) waar en hoe zij die kennis opgedaan heeft.
In 1679 werd hun huis verwoest door een brand en hun observatorium vernietigd. Vele boeken en documenten gingen verloren. Herbouw werd met mede mogelijk gemaakt door financiële steun van koning Jan III Sobieski. Johannes overleed op zijn verjaardag in 1687, Elisabeth zette het werk vervolgens alleen voort.

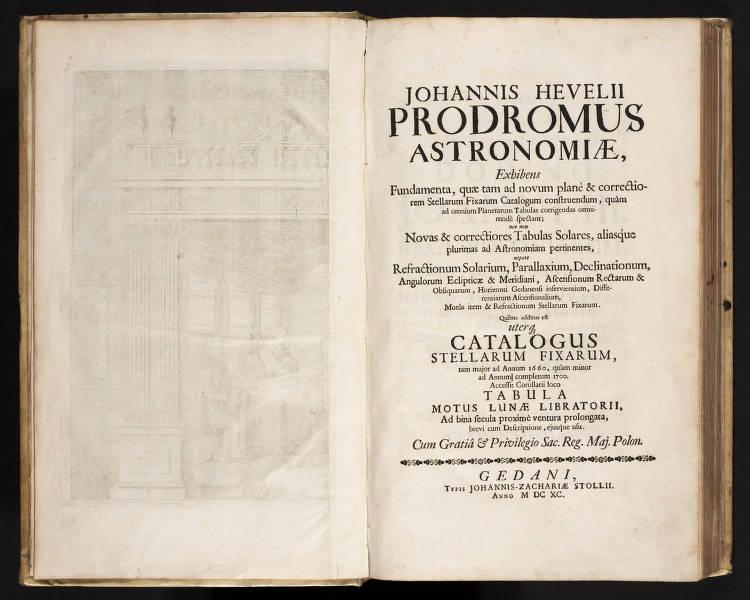
Titelpagina van het eerste deel van Prodromus Astronomiae

In 1690 publiceerde ze Prodromus Astronomiae, de grootste catalogus met sterren die ooit is gepubliceerd, en de laatste die exclusief is ontwikkeld uit visuele waarnemingen zonder telescoop. Het manuscript was door Johannes opgesteld met haar hulp. Het gedrukte boek bevat ruim 600 sterren meer dan het manuscript.

### Vernoemingen
- Corpman, krater op Venus
- 12625 Koopman, planetoïde

- Bibliothèque nationale de France: cb10681288w (data)
- Gemeinsame Normdatei: 132471523
- International Standard Name Identifier: 0000 0000 2292 8003
- Library of Congress Control Number: nb2014014159
- SNAC: w61g4wp6
- Système universitaire de documentation: 132449293
- Virtual International Authority File: 38079384
- WorldCat: E39PBJp9qHRkpY7QDv84MKK68C